# Линетчина
Линетчина (укр. Лінеччина) — село на Украине, находится в Оратовском районе Винницкой области.
Код КОАТУУ — 0523180403. Население по переписи 2001 года составляет 8 человек. Почтовый индекс — 22653. Телефонный код — 4330.
Занимает площадь 0,183 км².

## Адрес местного совета
22653, Винницкая область, Оратовский р-н, с. Балабановка, ул. Ленина, 25